# Ituberá
Ituberá é um município brasileiro localizado no estado da Bahia e é conhecido como a "Capital das Águas" do Baixo Sul. Conta com uma grande abundância hídrica e faz parte da Região Turística da Costa do Dendê.

## História
A história de Ituberá começa com os índios Aimorés, que habitavam a região. No século XVIII, os jesuítas construíram a igreja de Santo André em uma aldeia indígena, que posteriormente se tornou o povoado de Santarém, onde colonizadores portugueses desenvolveram a cultura do cacau e do café. Com a chegada de bandeiras na parte Sul da Bahia, Santarém se tornou um importante porto para a mercadoria destinada aos bandeirantes.
O município foi elevado a vila em 1758 com o nome de Santarém e, em 1909, se tornou cidade. Seu nome foi mudado para Sirinhaém em 1943, mas finalmente voltou a se chamar Ituberá de acordo com o Decreto-lei estadual n.° 141, de 31 de dezembro de 1943.
Com a construção da estrada BA-02 em 1942, a economia do município foi afetada e a cidade entrou em declínio. Somente na década de 1950, com a introdução da cultura do cravo-da-índia, o município retomou o desenvolvimento econômico.
Os rios do litoral sul da Bahia que conduzem aos planaltos situados ao oeste, desempenharam um papel importante no movimento de penetração e devassamento do território, que contribuiu para o início da indústria açucareira.  Entre essa época e a introdução da cultura do cacau, em 1746, houve um período de pouco desenvolvimento na economia local. Inicialmente a lavoura cacaueira teve um bom desempenho, mas depois passou por um longo período de declínio, retomando a produtividade na última década do século XVIII.

## Geografia
Localizada na Micro Região Homogênea 152, Tabuleiros de Valença, o município é cercado pelo norte de Nilo Peçanha, pelo sul de Igrapiuna, pelo oeste de Piraí do Norte e pelo leste do Oceano Atlântico.
O rio Serinhaém é um dos principais acidentes geográficos da região, e atualmente é navegável por pequenas embarcações em seu distrito sede. A distância da capital é de 162 km via Ferry Boat ou 348 km via BR 101/BR 324.

### Clima
O clima é caracterizado como Subúmido a seco. Ocorre ao longo do ano uma significativa pluviosidade. Mesmo o mês mais seco ainda assim tem muita pluviosidade. A temperatura média anual em Ituberá é 24.6 °C e a média anual de pluviosidade é de 2095 mm. Os períodos chuvosos são, de fevereiro a agosto.

### Solo
Tipos de solos: Latossolos, Espodossolos, Alissolos e Neossolos.

### Geomorfologia
É composto por Tabuleiros Pré-Litorâneos e Planícies Marinhas e Fluviomarinhas.

## Infraestrutura
No ano de 2010, apenas 35.9% dos domicílios possuíam esgotamento sanitário adequado. No mesmo ano, só 25.2% dos domicílios urbanos em vias públicas contam com arborização e apenas 19.8% possuem urbanização adequada (incluindo bueiros, pavimentação, meio-fio e calçadas).

## Cultura
Cidade que possui um rico patrimônio cultural material. Dentre as edificações históricas, destacam-se o Santuário Santo André, a Vila de Santo André, a Igreja Matriz de Nossa Senhora da Conceição, o Paço Municipal, o Prédio da Câmara Municipal, o Obelisco a Rui Barbosa e a arquitetura civil das ruas e praças.
A cidade também é conhecida por suas manifestações culturais, como o Bumba-Meu-Boi, a Burrinha, o Terno de Reis, o Candomblé Elétrico, o Grupo de Capoeira e as Quadrilhas de São João. A culinária local é outra atração, com destaque para os frutos do mar.
O município destaca-se ainda por suas festas religiosas, como a Festa do Bonfim, a Homenagem a Iemanjá, a Festa de São Brás, a Romaria de Nossa Senhora da Boa Viagem, a Festa de Itaberoê, a Festa de Santo Antônio, a Festa de Senhora Santana, a Festa de Nossa Senhora Salete e as Festas de Santo André e Nossa Senhora da Conceição, padroeiros da cidade.

## Turismo

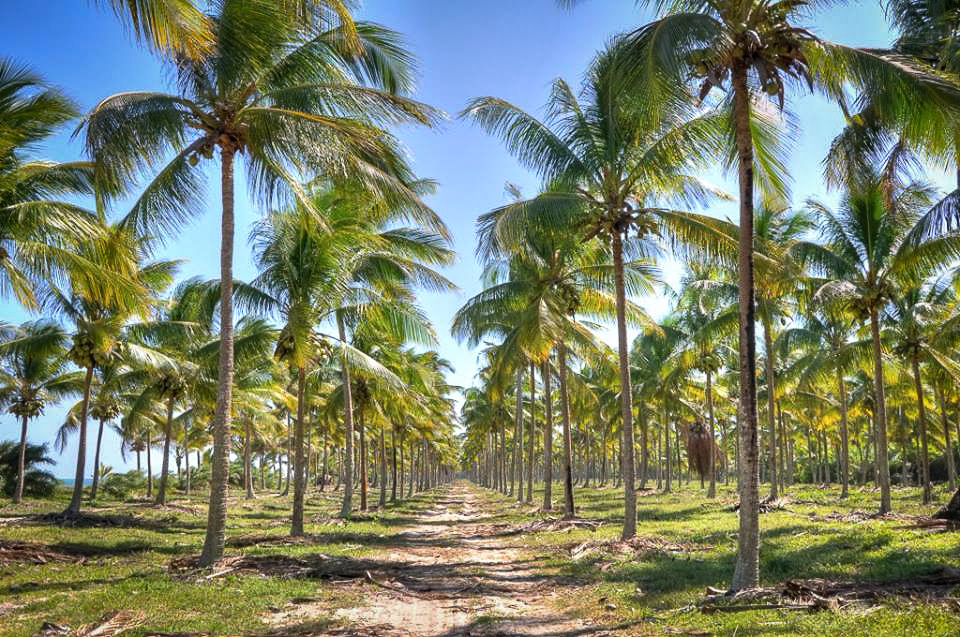
Praia de Pratigi

Localizada na região litorânea do Baixo Sul da Bahia, o município encontra-se em um território cercado por densas florestas de Mata Atlântica e possui cachoeiras, balneários e praias. É conhecida como a joia da Costa do Dendê.
A cidade também conta com uma ampla variedade de comércios e serviços, como, hotéis, pousadas, restaurantes, supermercados, farmácias, lojas de roupas e materiais esportivos.
Além de uma praça de alimentação na área central e no dique.
Conta com alguns pontos turísticos, como:
A Lagoa Santa, um dos pontos de referência localizado na zona rural de Ituberá, reconhecida como local de milagres e encantos; Barra de Serinhaém; Praia de Pratigi (famosa por sediar o festival de música eletrônica Universo Paralello); a Cachoeira Pancada Grande, considerada a mais alta do litoral baiano com 61 m de altura, localizada a 6 km do centro de Ituberá e inserida na Reserva Ecológica Michelin; Vila de Itajaí, entre outros.

## Saúde
Em 2020, a taxa de mortalidade infantil média na cidade era de 3.41 para cada 1.000 nascidos vivos. Em comparação com outros municípios do estado, em 2020 a cidade ocupava as posições 362 e 78 de 417, respectivamente.

## Trabalho e rendimento
Em 2020, o salário médio mensal atingiu o patamar de 1.8 salários mínimos, enquanto a taxa de ocupação da população atingiu 8.9%. Além disso, a cidade apresentou um elevado percentual de sua população vivendo em domicílios com rendimentos mensais de até meio salário mínimo por pessoa.